# Без бандити светът е невъзможен
Без бандити светът е невъзможен или Мафията не може да управлява света (на турски: Eşkıya Dünyaya Hükümdar Olmaz) е турски криминален сериал, излязъл на телевизионния екран през 2015 г. Понастоящем със своите 199 епизода той е най-дългия седмичен сериал на телевизия ATV.

## Сюжет
Сериалът разказва историята на Хъзър Чакърбейли и семейството му, които се изкачват до върха на подземния свят, в който е влязъл, когато е бил дете. Хъзър, който влиза в подземния свят, се кълне, че ще се бунтува срещу несправедливостта. Когато става по-силен и по-богат, той става източник на тези несправедливости.
Хъзър Чакърбейли е мъж на любовта... Той никога не бяга от любовта... Той също така обича да бъде обичан...
Той също така държи на брат си, сина, племенника и други членове на семейството си и е самопожертвователен „баща“ за тях. Той е предан приятел. Той е незаменим брат. Той е справедлив и щедър вожд. Вместо тези черти да са неговият край, те също прославят Хъзър в подземния свят. Той е на радара на държавата, когато се е превърнал в човек, на когото може да се има доверие и винаги прави бизнес. Държавата смята, че не е добър кандидат за извършване на незаконните дейности, които иска да контролира. Това е най-голямата оферта за Хъзър.

## Излъчване
| Сезон | Сезон | Епизоди | Начало на сезона  | Край на сезона | Всички епизоди | ТВ сезон    | ТВ канал |
| ----- | ----- | ------- | ----------------- | -------------- | -------------- | ----------- | -------- |
|       | 1     | 40      | 8 септември 2015  | 14 юни 2016    | 1 – 40         | 2015 – 2016 | ATV      |
|       | 2     | 31      | 4 октомври 2016   | 30 май 2017    | 41 – 71        | 2016 – 2017 | ATV      |
|       | 3     | 36      | 19 септември 2017 | 5 юни 2018     | 72 – 107       | 2017 – 2018 | ATV      |
|       | 4     | 31      | 25 септември 2018 | 28 май 2019    | 108 – 139      | 2018 – 2019 | ATV      |
|       | 5     | 26      | 24 септември 2019 | 28 април 2020  | 140 – 165      | 2019 – 2020 | ATV      |
|       | 6     | 34      | 6 октомври 2020   | 15 юни 2021    | 166 – 199      | 2020 – 2021 | ATV      |

## Актьорски състав
- Октай Кайнарджа – Хъзър Чакърбейли
- Озан Акбаба – Иляс Чакърбейли
- Юнус Емре Йълдърмер – Алпарслан Чакърбейли
- Джерен Бендерлиоглу – Йомюр Чакърбейли
- Емир Бендерлиоглу – Бехзат Фачалъ
- Тургай Танюлкю – Шахин Ага
- Ялчън Хафъзоглу – Хъзър Али Чакърбейли
- Енгин Бенил – Яман Коркмаз
- Мухамен Джангьорен – Бешир Хамди Коркмаз
- Джанер Куртаран – Ишак
- Хакан Карсак – Енище/Темел Калкандере
- Севинч Къранлъ – Хатидже Калкандере
- Севил Акъ Санер – Емине
- Тефик Ерман Кутлу – Текин Кутлу
- Юнал Силвер – Идрис
- Ерол Бабаоолу – Явуз Синджанлъ
- Гьозде Окур – Мине
- Йомер Курт – Зафер
- Мустафа Вуран – Андан Чакърбейли
- Кюршат Демир – Кубилай
- Микаил Кър – Микаил
- Зафер Калфа – Иса
- Шендоган Йоксюз – Суат
- Алп Йозгюр Ясън – Секо
- Йонер Атеш – Джеват
- Ръдван Айбарс Дюзей – Исмет
- Бурак Памук – Йозджан
- Мазхар Алиджан Угур – Абас
- Явуз Шахин – Казъм
- Еджевит Бали – Селчук
- Хюсеин Авни Данял – Туфан
- Кенан Чобан – Фахри
- Хайдар Шишман – Хуршит Дере
- Сабина Тозия – Хайрие Чакърбейли
- Саваш Йоздемир – Мурат Испирли
- Санем Челик – Джейлян Йозсой
- Мустафа Юстюндаг – Боран Каяль
- Джан Барту Аслан – Йомер Чакърбейли
- Берк Демиргюнеш – Орхан Тезюрек
- Кадир Ерендже – Кемал
- Кадир Чичек – Мурат
- Тарък Юнлюаглу – Юнал Каплан
- Рамазан Калйонджу – Иса
- Ахмет Йълдъръм – Митхат
- Севджан Яшар – Есра Боран
- Дениз Телек – Джелял
- Сайдам Йенай – Месут
- Мехмет Улай – Федайлер Башканъ
- Нихан Ташюрек – Йозгюр Солмаз
- Бирген Енгин – Джемре Солмаз
- Ерай Карадениз – Тургут
- Мухамед Чакай – Яхуа
- Текин Темел – Фуат
- Джансу Мелис Каракуш – Мелтем
- Анъл Кър – Ерджан
- Су Шанад – Фидан
- Низам Намидар – Изет
- Еркан Бекташ – Атеш
- Атила Шендил – Фикрет Авджъ
- Ердал Кючюккьомюрджю – Давут Йозсой
- Олгун Шимшек – Яшар Кимсесиз
- Мелиса Йозге Йълдърмер – Дерия Кимсесиз
- Дениз Чакър – Мерием
- Ясемин Сакалъоглу – Лютфйе
- Зейнеп Мелис Гюршен – Мерве Калкандере
- Юмит Белен – Сам
- Уфук Шен – Кудрет
- Месут Акуста – Екрем Йълдъран
- Окан Туран – Реха
- Зара – Гьонюл
- Ирем Султан Дженгиз – Селда
- Туна Орхан – Сервет Карадемир
- Арзу Янардаа – Джандан
- Хакан Йозге – Сечкин
- Кемал Башар – Ендер
- Седат Калкаван – Илкер
- Емре Тьорюн – Невзат
- Ахмет Йозаслан – Йълмаз
- Бениан Дьонмез – Мюбеджел Карадемир
- Едже Хаким – Зейнеп Чакърбейли
- Сердар Орчин – Мерт
- Юксел Аръджъ – Вехби Акйълдъз
- Белма Топчакар – Надиде Боран
- Арзу Гамзе Кълънч – Хандан Йозсой-Чакърбейли
- Казъм Синан Дерирер – Дживджив/Юнус Токьоз
- Инджинур Дашдемир – Айшен Токьоз
- Хакан Карахан – Йозер Четинер
- Ариф Пискин – Москоф Йозкан
- Бахатин Джунейт Аксакал – Рефик
- Мустафа Бекташоглу – Юнус Селим Чакърбейли
- Аслъ Юнсалан – Нуртен Саръйерли
- Демет Севим – Ярен
- Мюжде Узман – Назлъ Мерич
- Йозгюр Онан – Топрак
- Галип Ердал – Ахмет
- Октай Гюрсой – Махмут
- Алпер Тюреди – Супхи
- Мирза Бахатин Доган – Селим
- Селен Коркутан – Йозлем Каплан